# Julia Widgrén
Julia Widgrén (Vaasa, 25 décembre 1842 - Vaasa, 27 novembre 1917) est une photographe de studio finlandaise, pionnière de la photographie.

## Biographie
Le studio de photo de Widgrén à Vaasa dans l'ouest de la Finlande a fonctionné de 1866 à 1904 et était très populaire. Elle a travaillé également à Jakobstad et Ilmola pendant l'été. Les plus anciennes photographies connues de Vaasa auraient été prises par elle dans les années 1860. En 1876, elle participe à l'expédition de la nation étudiante ostrobothnienne à Vörå, où elle photographie des costumes folkloriques et des couples de mariés, qui seront reproduits par les peintres Rudolf Åkerblom et Arvid Liljelund. Lors des journées de l'artisanat à Vaasa en 1869, elle expose une photographie très remarquée des couteliers Antti Isotalo et Antti Rannanjärvi. Dans les années 1890, elle effectue plusieurs voyages d'étude à Berlin, Copenhague et Stockholm. 
Widgrén est connue pour ses photographies de personnes en costumes folkloriques de la région d'Ostrobotnie qui ont inspiré des tableaux des peintres Rudolf Åkerblom et Arvid Liljelund.
Ses photographies sont conservées à l'université Yale.

## Galerie

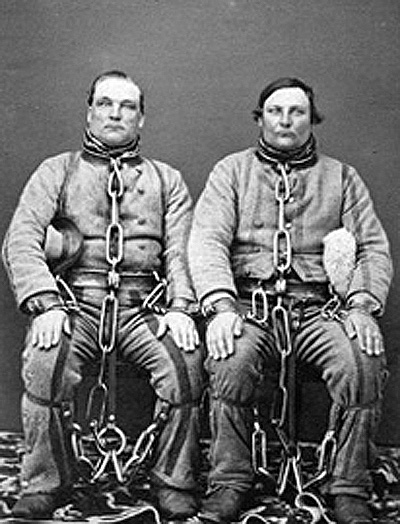
Antti Rannanjärvi (fi) et Antti Isotalo (fi), agriculteurs et criminels finlandais, lors de leur condamnation au pénitencier en 1869.
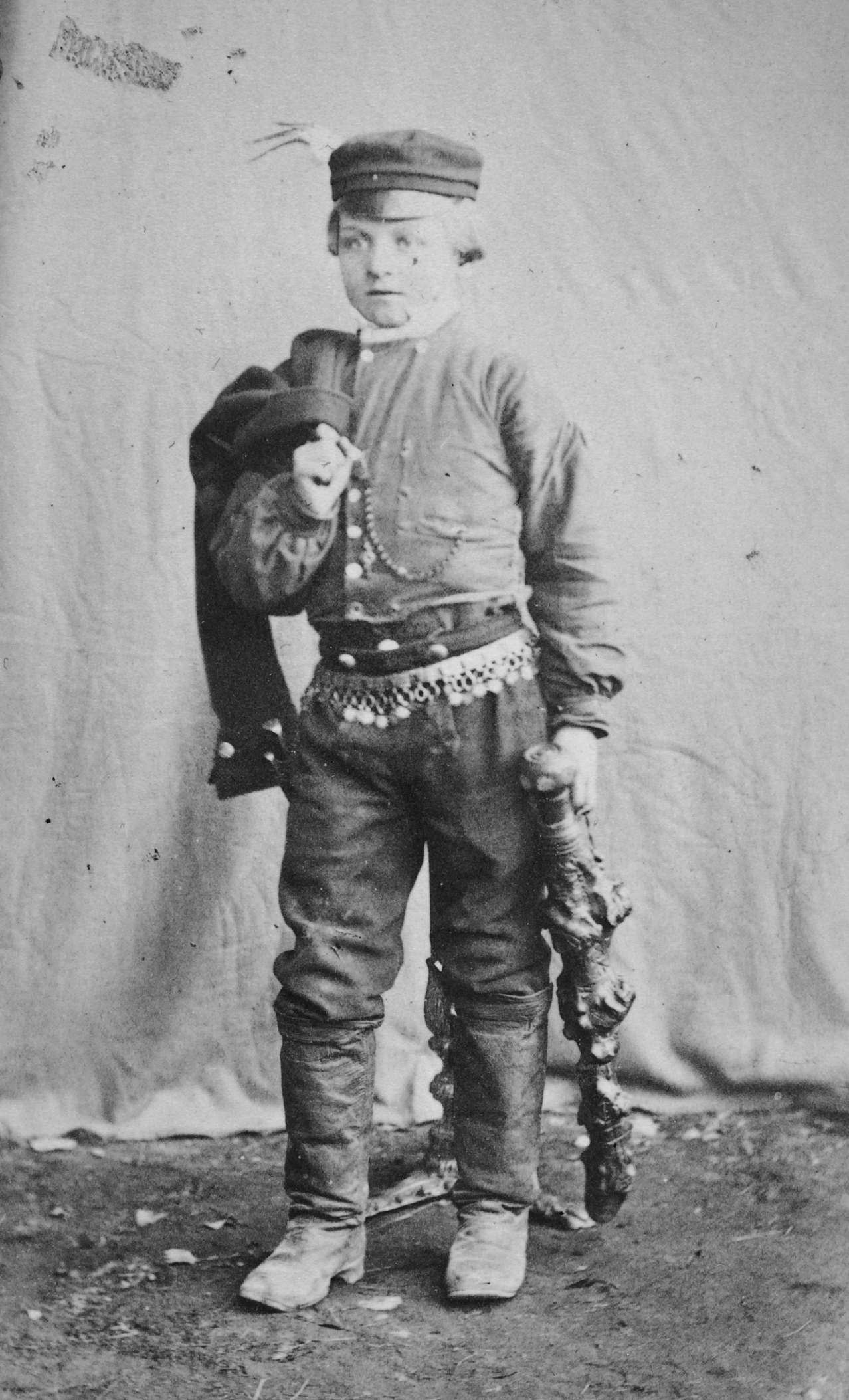
Jeune garçon finlandais, 1876.
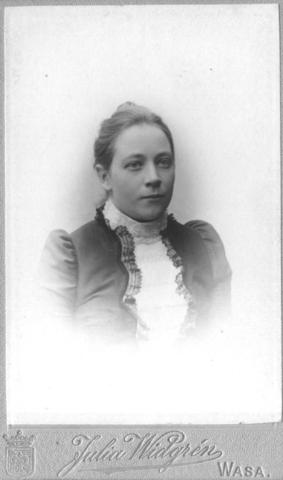
Elli Ansas, fondatrice et directrice du Collège des femmes de Vaasa, 1904.
L'acteur Zachris Zachrisson, vers 1880[3].